# Gianni Giacomini
Gianni Giacomini (Cimadolmo, Vèneto, 18 d'agost de 1958) és un ciclista italià, ja retirat, que fou professional entre 1981 i 1983. En el seu palmarès destaquen el Campionat del Món en ruta amateur de 1979 i la medalla d'or als Jocs Mediterranis del mateix any. El 1980 va prendre part en els Jocs Olimpics de Moscou, on va acabar 5è en la contrarellotge per equips, mentre en la prova individual fou divuitè.

## Palmarès
- 1976
  -  Campió del món júnior en contrarellotge per equips (amb Corrado Donadio, Ivano Maffei i Alessandro Primavera)
- 1978
  -  Campió del Món en ruta militar
  -  Campió del Món en contrarellotge per equips militar (amb Ivano Maffei, Silvestro Milani i Maurizio Bidinost)
- 1979
  -  1r al Campionat del Món en ruta amateur
  -  Medalla d'or als Jocs Mediterranis de Split en contrarellotge per equips
  - 1r al Gran Premi de Poggiana
  - 1r a la Coppa Fiera di Mercatale
- 1980
  - 1r al Giro del Belvedere
  - 1r al Gran Premio Industria del Cuoio e delle Pelli
  - Vencedor de 2 etapes al Giro de les Regions